# Tiếng Malayalam
Tiếng Malayalam (മലയാളം, Malayāḷam ? [mɐləjaːɭəm]) là một ngôn ngữ dùng tại Ấn Độ, chủ yếu ở tiểu bang Kerala. Đây là một trong 22 Ngôn ngữ với địa vị chính thức tại Ấn Độ và được công nhận năm 2013 là một ngôn ngữ cổ điển. Tiếng Malayalam phát triển đến "hình hài" hiện nay một phần nhờ công của nhà thơ Thunchaththu Ezhuthachan thế kỷ XVI. Đây là ngôn ngữ chính thức ở Kerala và ở các lãnh thổ liên bang Lakshadweep và Puducherry. Malayalam thuộc ngữ hệ Dravida, có khoảng 38 triệu người dùng. Tiếng Malayalam cũng hiện diện ở hai tiểu bang lân cận: Tamil Nadu và Karnataka; dân các huyện Nilgiris, Kanyakumari và Coimbatore (Tamil Nadu), cũng như Dakshina Kannada (Karnataka) cũng dùng tiếng Malayalam.
Ngữ học phân tích cho thấy rằng tiếng Malayalam phát triển từ cổ ngữ Tamil. Tiếng Malayalam tiếp nhận nhiều yếu tố của tiếng Phạn trong suốt quá trình phát triển. Trước khi tiếng Malayalam thành hình, tiếng Tamil cổ đã được dùng như một ngôn ngữ văn chương ở khu vực Tamilakam, gồm cả bang Kerala ngày nay, với một tác phẩm ví dụ nổi tiếng là Silappatikaram. Silappatikaram được sáng tác bởi hoàng tử Chera Ilango Adigal từ Chunkaparra, và được xem là một tác phẩm kinh điển trong văn học Sangam. Tiếng Malayalam hiện đại vẫn lưu giữ nhiều từ ngữ trong khối từ vựng tiếng Tamil cổ trong văn học Sangam.
Hệ chữ cổ nhất dùng để viết tiếng Malayalam là chữ Vatteluttu, rồi sau đó là Kolezhuttu. Cùng với việc tiếng Malayalam vay mượn từ vựng cũng nhưng phép ngữ pháp từ tiếng Phạn, chữ Grantha được chấp nhận làm chữ viết và được gọi là Arya Eluttu. Arya Eluttu phát triển thành chữ Malayalam hiện đại. Nhiều văn bản tôn giáo thời trung đại được viết bằng một dạng kết hợp giữa tiếng Phạn và tiếng Malayalam cổ, gọi là Manipravalam.
| Bảng Unicode Malayalam Official Unicode Consortium code chart Version 13.0 |   |   |   |   |   |   |   |   |   |   |   |   |   |   |   |   |
|                                                                            | 0 | 1 | 2 | 3 | 4 | 5 | 6 | 7 | 8 | 9 | A | B | C | D | E | F |
| U+0D0x                                                                     | ഀ  | ഁ  | ം  | ഃ  |   | അ | ആ | ഇ | ഈ | ഉ | ഊ | ഋ | ഌ |   | എ | ഏ |
| U+0D1x                                                                     | ഐ |   | ഒ | ഓ | ഔ | ക | ഖ | ഗ | ഘ | ങ | ച | ഛ | ജ | ഝ | ഞ | ട |
| U+0D2x                                                                     | ഠ | ഡ | ഢ | ണ | ത | ഥ | ദ | ധ | ന | ഩ | പ | ഫ | ബ | ഭ | മ | യ |
| U+0D3x                                                                     | ര | റ | ല | ള | ഴ | വ | ശ | ഷ | സ | ഹ | ഺ | ഻  | ഼  | ഽ | ാ  | ി  |
| U+0D4x                                                                     | ീ  | ു  | ൂ  | ൃ  | ൄ  |   | െ  | േ  | ൈ  |   | ൊ  | ോ  | ൌ  | ്  | ൎ | ൏ |
| U+0D5x                                                                     |   |   |   |   | ൔ | ൕ | ൖ | ൗ  | ൘ | ൙ | ൚ | ൛ | ൜ | ൝ | ൞ | ൟ |
| U+0D6x                                                                     | ൠ | ൡ | ൢ  | ൣ  |   |   | ൦ | ൧ | ൨ | ൩ | ൪ | ൫ | ൬ | ൭ | ൮ | ൯ |
| U+0D7x                                                                     | ൰ | ൱ | ൲ | ൳ | ൴ | ൵ | ൶ | ൷ | ൸ | ൹ | ൺ | ൻ | ർ | ൽ | ൾ | ൿ |